# Шейх-Мамай-бий
Шейх-Мамай-бий (ум. 1549) — мангытский вождь, бий Ногайской орды (1541—1549), один из сыновей бия Ногайской Орды, Мусы. У некоторых авторов (например В. М. Жирмунского) ошибочно  отождествляется с его братом Мамаем.

## Биография
Его отец Муса имел множество сыновей, имена некоторых неизвестны, и даже в подсчете количества есть значительные разночтения. После смерти Мусы и его братьев их потомки вели длительную междоусобную борьбу. Шейх Мамай вначале не был среди главных персон этой борьбы, но, видимо, был достаточно заметной фигурой, поскольку его имя упоминается в первоисточниках регулярно. Во время противоборства Алчагира и Шейх-Мухаммеда занимал сторону Алчагира. Когда около 1516 г. Алчагир был разгромлен Шейх-Мухаммедом, и ряд ногайских мирз искали прибежища у крымского хана Мухаммед Гирея, среди них был и Шейх Мамай.
Во время казахского нашествия в 1519 г., видимо, остался на своих кочевьях и признал власть хана Касима, так как тот (по фольклорным данным) выдал за него свою дочь. Предположительно, был среди ногайских вождей, которые после смерти Касима возглавили борьбу за изгнание казахов. Кочевья Шейх-Мамая располагались в восточной части Орды, то есть на линии борьбы с Казахским ханством, он контролировал Башкирию и, в какой-то мере, Сибирское ханство. В 1535 г. изгнал из столицы орды Сарайчика кратковременно захвативших её потомков Ямгурчи, которые вошли в открытый конфликт с бием орды Саид-Ахметом и обосновались в Астрахани. Одновремённо он оказал покровительство в своих землях тем потомкам Ямгурчи, которые не пожелали отъезжать в Астрахань. Когда после этих событий Саид-Ахмат недостойно повёл себя с посольством Д.Губина Шейх-Мамай вытравил его пастбища своими стадами.
В 1535 году Шейх-Мамай-мирза воевал с Сибирским ханством.
На съезде ногайской знати, произошедшем в 1537 году, был признан калгой, то есть наследником Саид-Ахмеда, вторым лицом в иерархии ногайцев, что соответствовало его положению в 30-е годы. Он был лидером в восточной части Орды, его владения находились к востоку от Яика на пространстве до Иртыша и Сыр-Дарьи. Он также управлял Башкирией, сумев подчинить своей воле местную знать. При его дворе воспитывались сын Касима Хак-Назар и внуки Ибака Кучум и Ахмед-Гирей. В новой номенклатуре ногайской знати, он как правитель восточной части (левого крыла по монгольской терминологии) первым получил название кековат.
В конце 1530-х годов Ногайская Орда оказалась разделенной на три части: восточную — во главе с Шейх-Мамаем, центральную — во главе с Саид-Ахметом, и западную — во главе с Хаджи Мухаммедом. Саид-Ахмет носил звание бия, а его братья Шейх-Мамай-мирза и Хаджи Мухаммад-мирза — нурадина и кековата. Хаджи Мухаммад-мирза был нурадином и командиром правого крыла, а Шейх-Мамай-мирза — кековатом и военачальником левого крыла Ногайской Орды.
Вероятно около 1540 года (7 ноября 1541 года в Москву прибыло посольство от Шейх-Мамая, как от правителя Орды, Саид-Ахмад в материалах посольства не упоминался) в Ногайской орде произошёл переворот, в результате которого Шейх-Мамай пришёл к власти, а Саид-Ахмад отправился в изгнание в Хорезм (Ургенч) или в Бухару. Шейх-Мамая поддержали братья Исмаил и Юсуф, а Саид-Ахмеда, вероятно, поддерживал Мамай, так как его дети отправились в эмиграцию с Саид-Ахмедом. Относительно получения им инвеституры бия разные мнения высказывались уже современниками. Москва и Крым поддерживали отношения с Шейх-Мамаем, как с правителем орды с 1540 года, однако только в 1548 году он известил Москву о том, что утвердился на престоле. Возможно, Шейх-Мамай сначала узурпировал власть и только в 1548 году получил одобрение съезда знати. Одни ногайские вожди называют его мирзой, другие — бием. В 1546 году крымский хан Сахиб-Гирей извещает Москву, что ногаи во главе с Шейх-Мамаем подчиняются ему. Косвенно о его утверждении на престоле говорит и его желание перезаключить договор с Москвой, что могло быть связано с изменением формального статуса. При Шейх-Мамае центр и левое крыло соединилось, а он сам выполнял функции как бия, так и кековата. Нурадинами при нем были брат Юсуф-бий и сын Касим. Наместником Башкирии был сибирский шибанид Ахмед-Гирей. Посольство присланное в 1548 году перезаключило мирный договор с Москвой от имени Шейх-Мамая, Юсуфа и Измаила. В январе 1549 принесена их совместная шерть на договоре. В 1549 году он сдерживал своего сына Касима, который пытался поживиться на окраинах Московского государства, для чего послал вдогонку за ним свою жену, то есть его мать.
При нём против Крыма было послано войско под командованием Али-мирзы, сына Юсуфа, которое потерпело сокрушительное поражение.
В июле 1549 года ответное посольство Юсуфа в Москву известило о смерти Шейх-Мамая-бия.
Его сыновья Хан, Касым, Бай, Ак, Бек и Бий основали в степях между рр. Эмба и Сырдарья Алтыульскую Орду.